# Franz Bernert

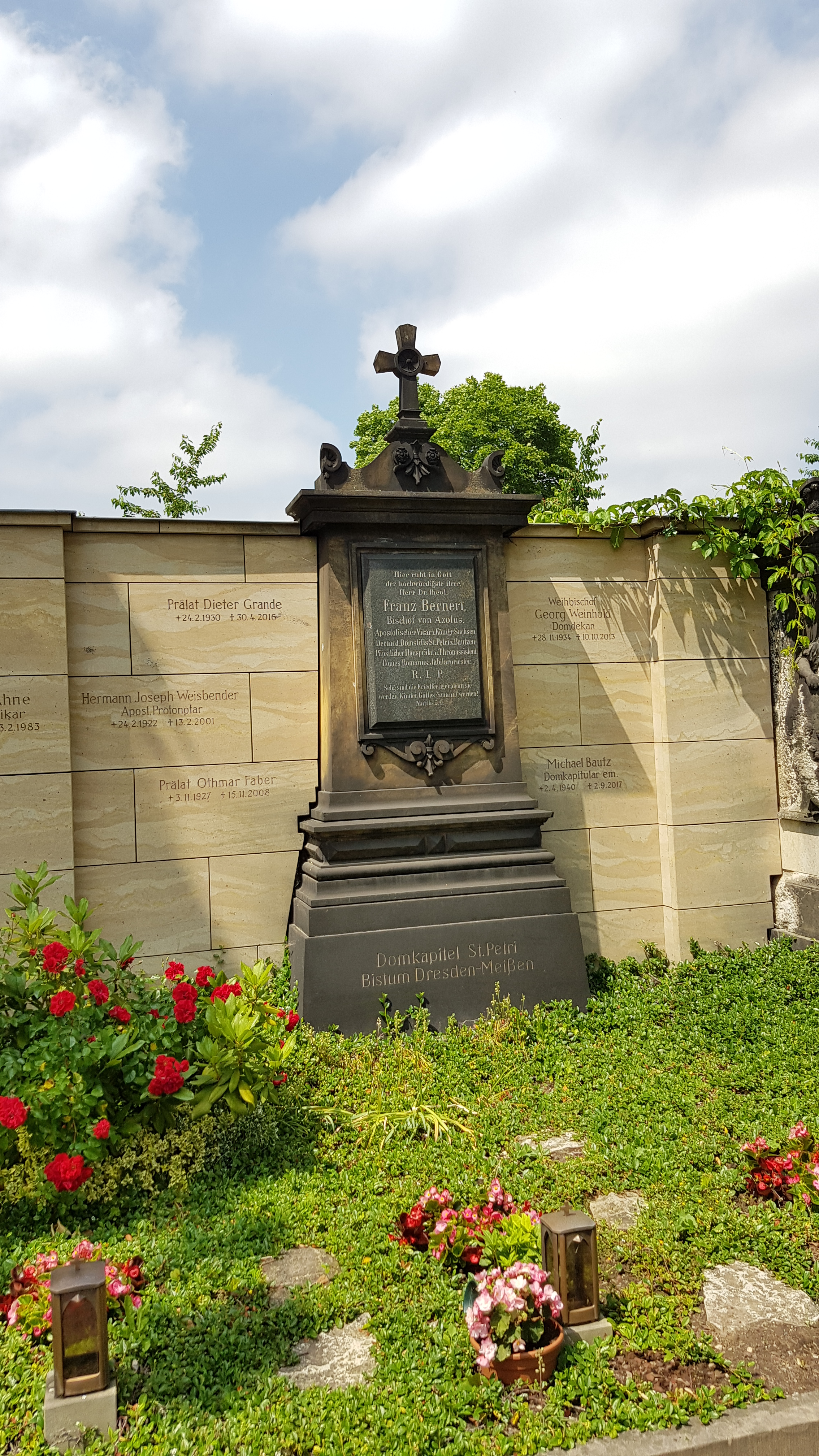
Grab Franz Bernerts in Dresden

Franz Bernert (* 4. April 1811 in Grafenstein; † 18. März 1890 in Dresden) war ein deutscher römisch-katholischer Geistlicher.

## Leben
Der aus dem böhmischen Grafenstein stammende Bernert wurde am 4. August 1834 in Leitmeritz zu Priester geweiht. Weitere Stationen waren 1837 als Kaplan in Neustadt bei Böhmisch Leipa, 1841 Kaplan in Raspenau bei Friedland in Böhmen, 1842 Pfarrer in Meißen, 1848 Pfarrer in Zwickau. Als Superior und Pfarrer an der Katholischen Hofkirche in Dresden wurde er 1862 zum zweiten geistlichen Rat des sächsischen katholischen Konsistoriums ernannt. Nach dem Tod von Ludwig Forwerk wurde er am 28. Januar 1876 zum Apostolischen Vikar in den Sächsischen Erblanden und Administrator des ehemaligen Bistums Meißen im Markgrafentum Oberlausitz und gleichzeitig wurde er zum Titularbischof von Azotus ernannt. Die Bischofsweihe spendete ihm am 18. März 1876 Augustin II. Pavel Vahala, der Bischof von Leitmeritz; Assistenten waren Abt Salesius Mayer vom Kloster Osek und der Leitmeritzer Stadtdechant Dr. Johann Rzehak.
Als Dekan des Domstifts zu Bautzen gehörte Bernert von 1875 bis zu seinem Tod der I. Kammer des Sächsischen Landtags an. 1884 erlangte er sein Goldenes Priesterjubiläum. Er war Beichtvater des sächsischen Königs Albert.
Franz Bernert hatte fünf Geschwister (nur er schrieb seinem Namen mit der Endung „t“): Joseph Berner, Ignaz Valentin Berner, Veronika Genoveva Berner, Karolina Berner und Anna Berner. Letztgenannte ist die Mutter der Bildhauerbrüder Franz Schwarz, Adolf Schwarz, Anton Schwarz und Joseph Schwarz sowie des Malers Wenzel Schwarz. Franz Bernert war ihr Taufpate. Entsprechend dieser Prägung haben die Brüder auch zahlreiche Statuen und Bilder für Kirchen gestaltet.
Franz Bernert starb im Alter von 79 Jahren. Sein Grab befindet sich auf dem Alten Katholischen Friedhof in Dresden und wurde durch seinen Neffen Franz Schwarz geschaffen.

## Wirken
- 1875 bis 1877 mehrere Schriftstücke in Sorbisch[8]
- 1876 Hirtenbrief, betr. die kirchliche Taufe und Trauung, Bautzen[9]
- 15. August 1878 Segnung Kapelle „Maria am Wege“, Hosterwitz bei Dresden[10]
- 31. Juli 1882 Segnung der Grundsteinlegung Pfarrkirche St. Laurentius, Radeberg[11]
- 18. September 1883 Grundsteinlegung der Katholischen Pfarrkirche „Mariä Heimsuchung“, Zittau[12]
- 19. Mai 1887 Segnung & 6. November 1887 Konsekration „St.Benno“, Meißen[13]
- Ehrendoktorurkunde der Prager Deutschen Universität[5]